# Microhyla perparva
Espèce
Statut de conservation UICN

 LC  : Préoccupation mineure
Microhyla perparva est une espèce d'amphibiens de la famille des Microhylidae.

## Répartition
Cette espèce est endémique de Malaisie orientale. Elle se rencontre au Sabah et au Sarawak. Sa présence est incertaine au Kalimantan en Indonésie.

## Publication originale
- Inger & Frogner, 1979 : New species of narrow–mouth frogs (genus Microhyla) from Borneo. Sarawak Museum Journal, vol. 27, p. 311-322.